# Chlorophorus sagittarius
Chlorophorus sagittarius är en skalbaggsart som först beskrevs av Charles Joseph Gahan 1906.  Chlorophorus sagittarius ingår i släktet Chlorophorus och familjen långhorningar.
Artens utbredningsområde är Sri Lanka. Inga underarter finns listade i Catalogue of Life.